# Centrist Democratic Party
Die Centrist Democratic Party (PDC, französisch Parti démocrate centriste, deutsch „Zentraldemokratische Partei“) ist eine politische Partei in Ruanda. Sie war nach Beendigung des Völkermords an den Tutsi im Juli 1994 durch die von Paul Kagame angeführte Ruandische Patriotische Front (RPF) Teil der von dieser geleiteten Übergangsregierung und war auch nach den ersten Wahlen 2003 Teil einer Regierungskoalition. In der letzten Parlamentswahl 2018 erreichte sie einen Sitz in der Abgeordnetenkammer. Amtierende Parteivorsitzende ist Agnès Mukabaranga.

## Parteigeschichte
| Jahr | Sitze | Belege            |
| ---- | ----- | ----------------- |
| 2003 | 3     | [ 1 ] [ 2 ] [ 3 ] |
| 2008 | 1     | [ 4 ] [ 5 ] [ 3 ] |
| 2013 | ?     | [ 6 ]             |
| 2018 | 1     | [ 7 ] [ 8 ]       |
| 2024 | ?     | ?                 |

Die Partei wurde im Juli 1991 als Parti démocrate chrétien (deutsch „Christlich-Demokratische Partei“) gegründet. Ihr erster Parteivorsitzender war Jean Népomuscène Nayinzira, ein Hutu aus Gisenyi. Nach der Beendigung des Völkermords an den Tutsi durch die RPF im Juli 1994 war die PDC Teil einer Übergangsregierung unter Führung der RPF, zusammen mit der Mouvement Démocratique Républicain (MDR), Social Democratic Party (PSD), Liberal Party (PL), Parti pour la démocratie islamique (PDI), Rwandan Socialist Party (PSR) und Democratic Union of the Rwandan People (UDPR). 2003 verbot eine Verfassungsänderung religiöse, ethnische oder sonstige als diskriminierend angesehene Einteilungen von Parteien. Die PDC änderte daraufhin ihren Namen in Centrist Democratic Party und die PDI in Parti démocratique idéal (englisch Ideal Democratic Party).
In den Parlamentswahlen 2003 bis 2018 trat die PDC jeweils in einer Wahlkoalition mit der RPF und mehreren kleineren Parteien an. Bei der Parlamentswahl 2003 gewann sie drei Sitze. In der darauffolgenden Parlamentswahl 2008 war es nur noch ein Sitz, so wie auch 2018.
Die PDC ist Mitglied des National Consultative Forum of Political Organizations (NFPO).

## Parteimitglieder

### Parteivorstand
Parteivorstand ist Stand Juni 2024 Agnès Mukabaranga und Generalsekretär Léonard Ndagijimana. Stellvertretende Vorsitzende sind Emmanuel Gatera und Vincent Rwigema. Schatzmeisterin ist Jeanne d’Arc Mukakalisa.

### Parlamentsabgeordnete
Folgende Kandidaten der PDC sind bei den letzten Parlamentswahlen im Jahr 2018 erfolgreich über die Listenwahl in die Abgeordnetenkammer eingezogen:
- Léonard Ndagijimana